# Lars Grönwall
Lars Olof Grönwall, född 13 augusti 1938 i Halmstad i Hallands län, död 25 februari 2025 i Stockholm, var en svensk jurist och författare.
Efter akademiska studier blev Grönwall juris kandidat vid Lunds universitet 1962 med efterföljande tingsmeritering 1962–1965. Han blev fiskal vid hovrätten för Övre Norrland 1965 och assessor 1971. Grönwall var sakkunnig vid Socialdepartementet 1971 och departementsråd där 1974–1980. Han blev hovrättsråd vid hovrätten för Övre Norrland 1977 och var försäkringsrättsråd och chef för försäkringsrätten för Mellansverige 1980–1988 samt lagman i Nacka tingsrätt från 1992 till 1995.
Grönwall hade uppdrag i form av statliga utredningar, satt som ordförande i socialberedningen 1983–1986 och var ersättare som vice ordförande i Arbetsdomstolen 1978–1986.
Han var författare till en rad olika publikationer, bland annat Arbetsskadeförsäkring och statligt personskadeskydd (1990), Socialtjänstens mål och medel (1991), Norstedts juridiska handbok (som medförfattare 1983, 1987 och 1991) samt Psykiatrin, tvånget och lagen (1992).
Grönwall var son till rådmannen Ragnar Grönwall och Gunvor Drews. Han var 1962–1985 gift med adjunkten Ulla Tell (1938–2012) och från 1985 till sin död gift med journalisten och författaren Kari Molin (född 1949), dotter till köpmannen Kurt Molin och Ingrid Gunnes. Lars Grönwall är gravsatt i askgravlunden på Kungsholms kyrkogård i Stockholm.